# Conselheiro Jurídico do Governo Israelense
O Conselheiro Jurídico do Governo Israelense é o chefe do sistema jurídico do poder executivo israelense e do serviço jurídico público, e o seu papel é a proteção das leis, dos valores e garante um governo justo. O conselheiro também é responsável pela proteção dos interesses públicos contra possível infração de lei pelo governo. É um dos mais importantes cargos na democracia israelense e um instituto central no sistema jurídico de Israel. 
A função do conselheiro jurídico do governo é parecida à função do Ministério Público em Portugal e da Advocacia-Geral da União no Brasil.
O atual Conselheiro Jurídico de Israel é Menachem Mazuz, que, entre outros, ordenou o inquérito contra o filho de Ariel Sharon, Omri Sharon por corrupção eleitoral, um inquérito que causou prisão de Omri Sharon.